# Il mistero di Angelina Frood
Il mistero di Angelina Frood (titolo originale The Mystery of Angelina Frood) è un romanzo poliziesco del 1924 dello scrittore inglese Richard Austin Freeman. È il settimo romanzo della serie che ha per protagonista l'investigatore scientifico dottor John Thorndyke.

## Trama
Il dottor Strangeways, un giovane medico, viene chiamato una notte al capezzale di una donna che è stata vittima di violenza domestica da parte del marito, un evidente tossicodipendente da cocaina. Circa un anno dopo, quando rileva un ambulatorio medico nella città di Rochester, incontra nuovamente la donna, che vive separata dal marito e conduce in quella piccola località fuori mano un'esistenza quasi da reclusa nella speranza di sfuggire alle spiacevoli attenzioni del consorte. Il dottore fa amicizia con la signora, il cui nome è Angelina Frood, e simpatizza con la sua situazione, che le causa notevole preoccupazione e ansia, specialmente dopo che il marito, Nicholas Frood, è stato visto più volte aggirarsi nei dintorni, anche se non è riuscito a scoprire il nascondiglio della moglie. Dopo qualche tempo, in una notte di nebbia, la signora Frood scompare improvvisamente senza lasciare traccia. Nelle settimane successive diversi dei suoi articoli di vestiario ed effetti personali vengono ritrovati lungo le rive del fiume Medway, il che porta a sospettare che sia stata vittima di un omicidio. La ricerca del cadavere, però, malgrado gli sforzi della polizia, si rivela infruttuosa. Il marito è il principale sospettato, ma anche lui risulta introvabile. Il dottor Strangeways, tramite il suo amico Jervis, riesce a far interessare al caso il dottor Thorndyke, celebre esperto medico legale.

## Personaggi principali
- Dottor John Strangeways - medico
- Angelina Frood - ex attrice
- Nicholas Frood - suo marito, tossicodipendente
- Mr. Japp - suo zio, agente immobiliare
- Peter Bundy - socio di Japp
- Mrs. Dunk - governante del dottor Strangeways
- Mrs. Gillow - governante della signora Frood
- Mr. Willard - archeologo americano
- Sergente Cobbledick - della polizia di Rochester
- Dottor John Thorndyke - professore di medicina legale
- Polton - suo assistente di laboratorio
- Dottor Jervis - medico e socio di Thorndyke
- Anstey - avvocato e amico di Thorndyke

## Critica
"Il mistero di Angelina Frood (1924) è uno dei romanzi di Freeman politicamente più interessanti. Si apre con una descrizione di abusi domestici, scritta nello stile più elaborato di Freeman (capitoli 1-5). Il romanzo fu scritto molto prima che le femministe iniziassero a trattare la violenza coniugale come un problema politico. Freeman non è cosciente del fatto che dovrebbero esserci dei rimedi sistematici indirizzati al problema, come nuove leggi o centri di accoglienza. Tali soluzioni politiche arriveranno molto tempo dopo. Ciò che si trova in Freeman è un esame dettagliato del problema, un esame che si rifiuta di nasconderlo sotto il tappeto. Freeman mostra quanto una situazione del genere possa diventare seria per una donna. (...) Tranne che per la soluzione finale, la prima metà del romanzo è molto più interessante della seconda. La prima metà imposta la trama di un ben costruito mystery su una donna vittima di abusi. La seconda metà è piena di false piste. (...) Dal punto di vista del lettore, questa parte non è esattamente una detective story vera e propria."

## Edizioni
- Richard Austin Freeman, Il mistero di Angelina Frood, traduzione di Mariella Casella, Il giallo economico classico, Roma, Newton Compton, 1997, ISBN 978-88-8183-757-1.